# Ли, Чарльз (генеральный прокурор)
Чарльз Ли (англ. Charles Lee; 1758 — 24 июня 1815) — американский юрист, Генеральный прокурор США с 1795 до 1801 год, исполняющий обязанности государственного секретаря США с 13 мая 1800 по 5 июня, 1800 года.
Чарльз родился в семье Генри Ли (1730—1787) и Люси (Граймс) Ли на плантации своего отца Leesylvania в Принс-Уильям, штат Вирджиния. Он был третьим из одиннадцати детей и младшим братом будущего генерала Генри Ли, что делает его дядей Роберта Ли. Другой брат был конгрессмен Ричард Блэнд Ли. Третий кузен был Закари Тейлор. Окончил колледж в Нью-Джерси (позже Принстонский университет) в 1775 году, а затем изучал право с Джаредом Ингерсоллом в Филадельфии, прежде чем вернуться в Вирджинию.
Чарльз женился на Анне Ли (1 декабря 1770 — 9 сентября 1804), его двоюродной сестре и дочери Ричарда Генри Ли (его двоюродного брата), от брака, который продлился до смерти супруги было шесть детей; Энн Ли Люсинда (1790—1845), малолетний сын (Артур) Ли (1791—1791), Ричард Генри Ли (февраль 1793 — март 1793), Чарльз Генри Ли (род. октябрь 1794), Уильям Артур Ли (сентябрь 1796—1817), Альфред Ли (1799—1865). Он женился во второй раз в 1809 году на Маргарет Скотт (1783—1843), от брака с которой родилось еще трое детей: Роберт Ли Иден (1810—1843), Элизабет Гордон Ли (1813—1813), Александр Ли (1815—1815).
Президент Джордж Вашингтон назначил Ли Генеральным прокурором после смерти Уильяма Брэдфорда. После утверждения Сенатом он вступил в должность 10 декабря 1795 и служил до конца администрации. Он сохранил это пост в администрации Джона Адамса и занимал его до окончания её полномочий 19 февраля 1801 года.
Во время своего пребывания в должности Ли жил в Александрии, которая была в то время частью столичного округа. Он был одним из первых, кто выступал за возвращение южной части округа Колумбия в штат Вирджиния, что произошло в 1847 году. После окончания полномочий в должности Генерального прокурора, он стал офицером порта для района Потомака и известным юристом в Северной Вирджинии и округе Колумбия.
Ли представлял Уильяма Марбери и других назначенцев Джона Адамса в деле Марбери против Мэдисона.
Он отказался от предложения Томаса Джефферсона назначить его судьей Верховного суда.
Ли умер в 1815 году в округе Фокир, штат Вирджиния, в возрасте 56 или 57, и был похоронен на городском кладбище в городе Уоррентон.

## Образ в кино
- «Джон Адамс» (2008)